# Anochetus chirichinii
Anochetus chirichinii är en myrart som beskrevs av Carlo Emery 1897. Anochetus chirichinii ingår i släktet Anochetus och familjen myror. Inga underarter finns listade i Catalogue of Life.